# Молба за развод
„Молба за развод“ (на английски: A Bill of Divorcement) е американски филм от 1932 г. с участието на Джон Баримор и Катрин Хепбърн. Режисьор на филма е Джордж Кюкор. Това е дебютният филм на Хепбърн. Адаптиран е от едноименна британска пиеса. За първи път филм по тази пиеса е направен през 1922 г. във Великобритания, по време на нямото кино. „Молба за развод“ получава положителни отзиви.
Филмът е продуциран от Дейвид О. Селзник и Джордж Кюкор, които не са съгласни, че Хепбърн е подходяща за ролята. Кюкор е впечатлен от 24-годишната актриса, но Селзник не харесва начина, по който изглежда, и се страхува, че няма да бъде добре приета от публиката. Все пак я наемат. За Джордж Кюкор това поставя началото на дълга професионална и лична връзка между него и Хепбърн. След филма Катрин Хепбърн е обявена за „новата звезда на киното“.

## Сюжет
Хилари Феърфийлд е стар музикант, който току-що излиза от убежището, където е прекарал заключен в продължение на шестнадесет години поради война. Надеждата му е да намери нещата така, както ги е оставил преди. Жена му вече не го иска, по време на отсъствието му тя успява да се разведе и е напът да се ожени отново. Вместо това дъщеря му Сидни, която той никога не е виждал, му показва пълна любов и всеотдайност...

## В ролите
| Актьор            | Роля                  |
| ----------------- | --------------------- |
| Джон Баримор      | Хилари Феърфийлд      |
| Катрин Хепбърн    | Сидни Феърфийлд       |
| Били Бърк         | Мег Феърфийлд         |
| Дейвид Манърс     | Кит Хъмфрис           |
| Пол Кавана        | Грей Мередит          |
| Хенри Стивънсън   | Д-р Алиът             |
| Гейл Евърс        | Басет                 |
| Елизабет Патерсън | Леля Хестър Феърфийлд |